# Distriktsrabbinat Schwabach
Das Distriktsrabbinat Schwabach entstand nach den Vorschriften des bayerischen Judenedikts von 1813 in Schwabach, einer Stadt im nördlichen Bayern. Vorgänger war in markgräflich-ansbachischer Zeit und unter preußischer Hoheit ein bestehendes Oberrabbinat.
Von 1851 bis 1857 wurde das Distriktsrabbinat Schwabach vorübergehend aufgelöst und die dazugehörigen Gemeinden dem Distriktsrabbinat Oettingen angeschlossen. Nach der 1932 erfolgten Auswanderung des letzten Rabbiners Salomon Mannes wurde das Distriktsrabbinat Schwabach aufgelöst und die einzige noch angeschlossene Gemeinde Schwabach dem Distriktsrabbinat Ansbach zugeteilt.

## Aufgaben
Die Aufgaben umfassten Beratungen über Schulangelegenheiten, die Verwaltung von Stiftungen und die Verteilung von Almosen. Zur Finanzierung der Distriktsrabbinate wurden Umlagen von den einzelnen jüdischen Gemeinden bezahlt.

## Gemeinden des Distriktsrabbinats
Im 19. Jahrhundert:
- Jüdische Gemeinde Burghaslach (seit 1883)
- Jüdische Gemeinde Forth
- Jüdische Gemeinde Georgensgmünd
- Jüdische Gemeinde Hainsfarth
- Jüdische Gemeinde Hilpoltstein
- Jüdische Gemeinde Hüttenbach
- Jüdische Gemeinde Ottensoos mit Filialgemeinde Hersbruck und seit 1880 mit den Juden in Röthenbach an der Pegnitz
- Jüdische Gemeinde Pappenheim
- Jüdische Gemeinde Schnaittach
- Jüdische Gemeinde Schwabach
- Jüdische Gemeinde Thalmässing (ab 1851 zum Distriktsrabbinat Sulzbürg)
- Jüdische Gemeinde Treuchtlingen (seit 1873)
- Jüdische Gemeinde Windsbach

## Distriktsrabbiner
- 1815 bis 1818: Isak Ahronsohn Mannheimer
- 1820 bis 1850: Abraham Wechsler
- 1850 bis 1851: Nathan Feuchtwang (Rabbinatsverweser)
- 1857 bis 1903: Löb Wißmann (* 29. März 1830 in Wiesenbronn; gest. 1903),  Er hatte die Jeschiwa in Höchberg und danach die Talmudhochschule des Nathan Wolf Lieber in Pressburg besucht.
- 1903 bis 1932: Salomon Mannes (gest. 1960)